# Mull-Lemminge
Die Mull-Lemminge (Ellobius) sind eine Gattung der Wühlmäuse, die in West- und Zentralasien verbreitet ist. Trotz ihres Namens sind sie keine Lemminge, denen sie aber äußerlich ähnlich sehen. Anders als Lemminge führen sie eine gänzlich unterirdische Lebensweise.
Unterschieden werden fünf Arten. Diese werden auf zwei Untergattungen verteilt, die manchmal auch als eigenständige Gattungen angesehen werden:
- Untergattung Ellobius
  - Nördlicher Mull-Lemming, Ellobius talpinus, von der östlichen Ukraine über Kasachstan bis in den Norden Afghanistans
  - Zaisan-Mull-Lemming, Ellobius tancrei, Turkmenistan, Usbekistan, Kasachstan, Xinjiang
  - Alai-Mull-Lemming, Ellobius alaicus, Alai-Gebirge
- Untergattung Afganomys
  - Transkaukasischer Mull-Lemming, Ellobius lutescens, Kaukasus, Anatolien, Irak
  - Südlicher Mull-Lemming, Ellobius fuscocapillus, Iran, Afghanistan, Turkmenistan, Pakistan

Mull-Lemminge haben einen walzenförmigen Körperbau. Ihre Kopfrumpflänge beträgt 10 bis 15 cm, der Schwanz ist stummelartig und nur 5 mm bis 2 cm lang. Das Fell ist oberseits braun oder grau und unterseits grau oder weiß gefärbt. Äußere Ohren fehlen, und die Augen sind stark verkleinert und fast unter dem Fell verborgen. Auffällig sind die vergrößerten Schneidezähne, die nach vorne aus dem Maul ragen. Sie werden beim Graben eingesetzt.
Die Tunnel der Mull-Lemminge verlaufen etwa 20 bis 30 cm unter der Erde. Sie bilden ein weit verzweigtes System, dessen Teil auch eine Nestkammer in einer Tiefe von 50 cm ist. Beim Graben suchen sie nach unterirdischen Pflanzenteilen, also Wurzeln und Knollen, die ihre Nahrung sind. In manchen Regionen gelten sie daher als landwirtschaftliche Schädlinge.
Meistens werden Mull-Lemminge einer eigenen Tribus Ellobiini innerhalb der Wühlmäuse zugeordnet. Dies ist jedoch nicht gesichert. Manche Zoologen haben die Mull-Lemminge ganz aus den Wühlmäusen herausgenommen und sie als "Muridae incertae sedis" eingestuft (Langschwanzmäuse mit ungesicherter systematischer Einordnung). Die meisten Autoritäten sehen in Mull-Lemmingen aber Wühlmäuse, wenn auch abweichende und hoch spezialisierte Vertreter. Im Pleistozän war die Gattung weiter verbreitet und auch in Palästina und Nordafrika beheimatet.